# (6494) 1992 NM
(6494) 1992 NM là một tiểu hành tinh vành đai chính. Nó được phát hiện bởi Satoru Otomo ở Takane, Yamanashi, Nhật Bản, ngày 8 tháng 7 năm 1992.